# Бахромчата черепаха Штайндахнера
Бахромчата черепаха Штайндахнера (Palea steindachneri) — єдиний вид черепах роду Бахромчата черепаха родини Трикігтеві черепахи. Отримала назву на честь австрійського зоолога Франца Штайндахнера. Інша назва «шипошийна м'якотіла черепаха». Лише у 1987 році відокремлено у самостійний рід.

## Опис
Завдовжки карапакс досягає 42,6 см. Голова середнього розміру, доволі широка. Ніс дуже витягнутий, особливо у новонароджених черепашенят. Карапакс має овальну форму. На карапаксі у молодої черепахи є безліч дрібних опуклостей, які з віком зникають. У основи шиї знаходиться значна кількість жорстких вусиків або відростків. Звідси й походить назва цієї черепахи.
Забарвлення голова і кінцівок коливається від оливкового до коричневого відтінку. На голові є темні смужки і крапочки, що розташовуються над, під і біля ока. Блідо—жовта смуга починається від ока і йде назад до шиї, стаючи вже ближче до тіла. У кутку щелеп є жовта пляма. Забарвлення голови і шиї з віком пропадає. Відтінок забарвлення карапакса дорослих черепах коричневий, оливково—коричневий, сіро—коричневий. Пластрон жовто—кремовий, сіруватий, звичайно з темними мітками.

## Спосіб життя
Полюбляє болота і дренажні канали. Зустрічається на висоті до 1500 м над рівнем моря. На берег вилазять не часто, тільки молодняк іноді наважується виповзати. Харчується рибою, мишами, молюсками, земноводними , цвіркунами, деякими рослинами.
Відкладання яєць відбувається в червні, вилуплення черепашенят відбувається у серпні та вересні. У кладці від 3 до 28 яєць діаметром 22 мм з тендітною шкаралупою. У новонароджених черепашенят круглий карапакс розміром 54—58 мм помаранчево—коричневого забарвлення з темними плямами. На голові присутні темні смужки, а на шиї жовта смуга.

## Розповсюдження
Мешкає на півдні Китаю: провінції Гуандун, Гуансі, Юньнань, о. Хайнань. Зустрічається також у В'єтнамі. Було завезено на Гаваї (США) і о. Маврикій.